# Princetown (Nueva York)
Princetown es un pueblo ubicado en el condado de Schenectady en el estado estadounidense de Nueva York. En el año 2000 tenía una población de 2,132 habitantes y una densidad poblacional de 34 personas por km².

## Geografía
Princetown se encuentra ubicado en las coordenadas 42°47′59″N 74°4′38″O / 42.79972, -74.07722.

## Demografía
Según la Oficina del Censo en 2000 los ingresos medios por hogar en la localidad eran de $57,250, y los ingresos medios por familia eran $63,077. Los hombres tenían unos ingresos medios de $45,750 frente a los $28,362 para las mujeres. La renta per cápita para la localidad era de $24,292. Alrededor del 3.3% de la población estaban por debajo del umbral de pobreza.